# Partido Democrático (Portugal)

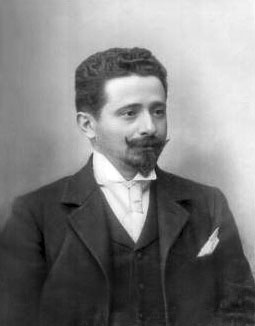
Afonso Costa

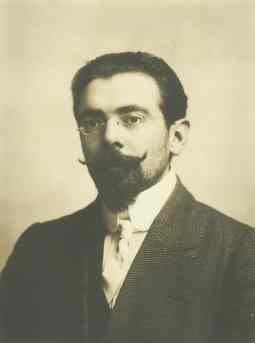
Antonio Maria da Silva

Die Demokratische Partei (portugiesisch Partido Democrático (PD)) war eine linksliberale und mit Abstand die wichtigste politischer Partei Portugals während der ersten Republik.

## Parteiname
Die Partei verstand sich als Nachfolgepartei der alten Republikanischen Partei (Partido Republicano Português (PRP)). Diese war 1876 gegründet worden und hatte sich für die Abschaffung der Monarchie und die Einführung eines republikanischen Regierungssystems in Portugal eingesetzt. Nachdem diesen Ziel erreicht war, begann die alte Republikanische Partei in mehrere Parteien zu zerfallen. 1912 spaltete sich die Evolutionistische Republikanische Partei (PRE) (liberal, Mitte-rechts) und die Unionistische Partei (konservativ) von der PRD ab. Der verbleibende linksliberale Flügel der PRD wurde ab diesem Zeitpunkt Demokratische Partei genannt. Die Partei hat diesen Namen jedoch offiziell nie getragen, sondern beanspruchte für sich weiterhin den Namen „Republikanische Partei“,  da diese offiziell nie aufgelöst wurde. Auch übernahm die Demokratische Partei von der PRD fast deren gesamte Parteistruktur. Um die „neue“ Partei, die nach den Abspaltungen von 1912 ja nur noch einen Teil der alten PRD darstellte, von der PRD vor diesem Zeitpunkt unterscheiden zu können, hat es sich eingebürgert, sie als Demokratische Partei zu bezeichnen. Außerdem erkannten die anderen aus der PRD hervorgegangenen Parteien den Anspruch der Demokraten, die alte PRD fortzusetzen nicht an. Aus diesen Reihen wurden die Anhänger die Demokraten oftmals auch als Afonistas bezeichnet nach Afonso Costa, dem Führer der Demokratischen Partei.

## Geschichte und Stellung der Partei im Staat
Die Demokraten waren die mit Abstand wichtigste Partei der ersten Republik, sie waren fast eine Staatspartei. Mit Ausnahme von António José de Almeida (PRE, Staatspräsident von 1919 bis 1923) gehörten alle verfassungsgemäßen Präsidenten der ersten Republik der PD an. Von den 45 Regierungen der ersten Republik wurden 25 von der PD geführt, oder die PD war doch zumindest maßgeblich an ihnen beteiligt.
Bestimmende Persönlichkeit innerhalb der PD war Afonso Costa, der selbst mehrmals Regierungschef war. Während des Ersten Weltkrieges ging die Partei mit der PRE eine große Koalition ein, die sog. „Regierung der geheiligten Einheit“ (governo da sagrada união). In ihr wurde der Führer der PRE António José de Almeida Regierungschef, Afonso Costa nahm jedoch als Finanzminister einen entscheidenden Posten ein.
1917 wurde von Sidónio Pais die verfassungsgemäße Ordnung beseitigt. Die PD stand in scharfer Opposition zur „Neuen Republik“ (República Nova) des Sidónio Pais, Afonso Costa ging nach Frankreich ins Exil. 1918 fällt Pais einem Attentat zum Opfer, die verfassungsmäßige Ordnung wird wiederhergestellt, da Costa noch in Paris ist, übernimmt António Maria da Silva die Leitung der Partei. 
Mit dem Militärputsch von 1926 endet die Geschichte der Partei, da alle politischen Parteien verboten wurden und später durch die Einheitspartei des Estado Novo, die UN, ersetzt wurde.

## Führende Politiker

### Staatspräsidenten
- Manuel José de Arriaga (1911–1915, 1925–1926)
- Teófilo Braga (1915)
- Bernardino Machado (1915–1917)
- Manuel Teixeira Gomes (1923–1925)

### Ministerpräsidenten
- Augusto de Vasconcelos (1911–1912)
- Duarte Leite Pereira da Silva (1912–1913)
- Afonso da Costa (1913–1914, 1915–1916, 1917)
- Bernardino Machado (1914, 1921)
- Victor Hugo de Azevedo Coutinho (1914–1915)
- José Carlos de Mascarenhas Relvas (1919)
- Domingos Leite Pereira (1919, 1920, 1925)
- Alfredo de Sá Cardoso (1919–1920)
- António Maria Baptista (1920)
- José Ramos Preto (1920)
- António Maria da Silva (1920)
- Liberato Ribeiro Pinto (1920–1921)
- António Maria da Silva (1922–1923, 1925, 1925–1926)
- Alfredo Rodrigues Gaspar (1924)
- Vitorino de Carvalho Guimarães (1925)